# Robert Jardine
Robert Jardine (24 de mayo de 1825-17 de febrero de 1905), conocido por su título primer baronet Jardine, fue un empresario y político liberal escocés.

## Biografía
Jardine nació en Edimburgo, hijo de David Jardine de Muir House, Lockerbie, Dumfries y su esposa Rachel Johnstone. En 1865 se convirtió en el director de Jardine, Matheson and Co., una de las casas comerciales más grandes del Lejano Oriente con sede en Hong Kong.
En las elecciones generales de julio de 1865, Jardine fue elegido miembro del Parlamento (MP) por Ashburton en Devon, donde su tío William Jardine había sido diputado anterior. En abril de 1867 se casó con Margaret Seton Hamilton, hija de John Buchanan Hamilton y hermana y heredera de John Hamilton-Buchanan, jefe del clan Buchanan pero dicho matrimonio duró poco pues su esposa falleció un año después.
En las elecciones generales de 1868 el distrito electoral de Ashburton fue abolido y, en su lugar, fue elegido en Dumfries Burghs. En las elecciones de 1874 volvió a cambiar de asiento y se presentó sin éxito a Dumfriesshire. Sin embargo, fue elegido en las siguientes elecciones de marzo de 1880 y ocupó el cargo hasta que dimitió en las elecciones generales de 1892. Jardine fue nombrado primer baronet Jardine, de Castlemilk, Dumfries en junio de 1885.  También fue nombrado Juez de Paz y teniente adjunto de Perthshire. También fue miembro de la Royal Geographical Society.
Murió a los 79 años en su residencia de Castle Milk, Lockerbie.